# Joseph-Désiré Job
Joseph-Désiré Job est un footballeur international camerounais, né le 1er décembre 1977 à Vénissieux (France), ayant évolué notamment au RC Lens et à l'Olympique lyonnais au poste d'attaquant ainsi qu'en sélection nationale du Cameroun.

## Biographie
Joseph-Désiré Job a grandi à Saint-Maurice-de-Beynost dans l'Ain avec sa mère et ses quatre frères. Par la suite, il habite chez sa tante, aux Minguettes pour se rapprocher du centre de formation de l'Olympique lyonnais.

## Carrière
Il a évolué dans le club qatari du Al Kharitiyath Sports Club lors de la saison 2008-09. Le club a terminé dernier du championnat mais grâce à l'augmentation du nombre de club dans la Q-League, le club n'a pas été relégué. Annoncé dans un premier temps du côté du Levski Sofia, il ne signe finalement pas, n'ayant pas trouvé d'accord financier.

### Sélection nationale
Hésitant avec la sélection française, il opte finalement pour la sélection camerounaise avec laquelle il a inscrit huit buts en cinquante deux sélections. Il a notamment participé à la coupe du monde de 1998 ainsi qu'à celle de 2002 et remporté la coupe d'Afrique des nations de football 2000.

### Clubs successifs
| Saison  | Club               | Division | Matchs | Buts |
| ------- | ------------------ | -------- | ------ | ---- |
| 1997/98 | Olympique lyonnais | 1        | 22     | 5    |
| 1998/99 | Olympique lyonnais | 1        | 19     | 6    |
| 1999/00 | RC Lens            | 1        | 24     | 4    |
| 2000/01 | Middlesbrough FC   | 1        | 13     | 3    |
| 2001/02 | Middlesbrough FC   | 1        | 4      | 0    |
| 2002    | FC Metz            | 1        | 13     | 2    |
| 2002/03 | Middlesbrough FC   | 1        | 28     | 4    |
| 2003/04 | Middlesbrough FC   | 1        | 24     | 6    |
| 2004/05 | Middlesbrough FC   | 1        | 23     | 4    |
| 2005/06 | Al Ittihad         | 1        | 25     | 9    |
| 2006/07 | CS Sedan-Ardennes  | 1        | 28     | 10   |
| 2007/08 | OGC Nice           | 1        | 10     | 3    |
| 2008/09 | Al Kharitiyath     | 1        | 23     | 7    |
| 2009/10 | Diyarbakırspor     | 1        | 7      | 0    |

## Palmarès

### En sélection
- Coupe d'Afrique des nations :
  - Vainqueur : 2000 ;
  - Finaliste : 2008.

### En club
- Coupe de la Ligue anglaise 2004 avec Middlesbrough.
- Ligue des champions de l'AFC 2005 avec Al Ittihad.